# Gangnim-myeon
Gangnim-myeon (koreanska: 강림면) är en socken i kommunen Hoengseong-gun i provinsen Gangwon i den norra delen av Sydkorea, 105 km öster om huvudstaden Seoul.